# Distretto di Nong Han
Il distretto di Nong Han (in thailandese: หนองหาน) è un distretto (amphoe) della Thailandia, situato nella provincia di Udon Thani.
All'interno del distretto si trova il sito archeologico di Ban Chiang, inserito tra i patrimoni dell'umanità dell'UNESCO dal 1992.